# Orogènesi varisca

Ubicació del cinturó muntanyenc Hercinià-Alleghenià en el mitjà del període Carbonífer. Les actuals costes estan indicades en gris com referència.

L'orogènesi varisca o orogènesi herciniana és un cicle orogènic durant el Devonià superior, que es troba en formacions geològiques velles a l'Europa central i meridional i a l'Àfrica del Nord.
Els termes "Hercinià" i "Varisc" es consideren equivalents i es refereixen a l'episodi orogènic que va tenir lloc des del Devonià Superior fins al Carbonífer Superior.
La fase activa de l'orogènesi s'estén del període de 390-300 milions d'anys enrere i va causar la formació del supercontinent Pangea com a resultat de la col·lisió entre Euramèrica (Lauràsia) i Gondwana. L'orogènesi varisca, l'alpina i la caledoniana són els tres moviments geològics que constituïren el continent d'Europa. La col·lisió continental multiple dona lloc a l'orogènesi varisca.

## Cicles orogènics a la península Ibèrica

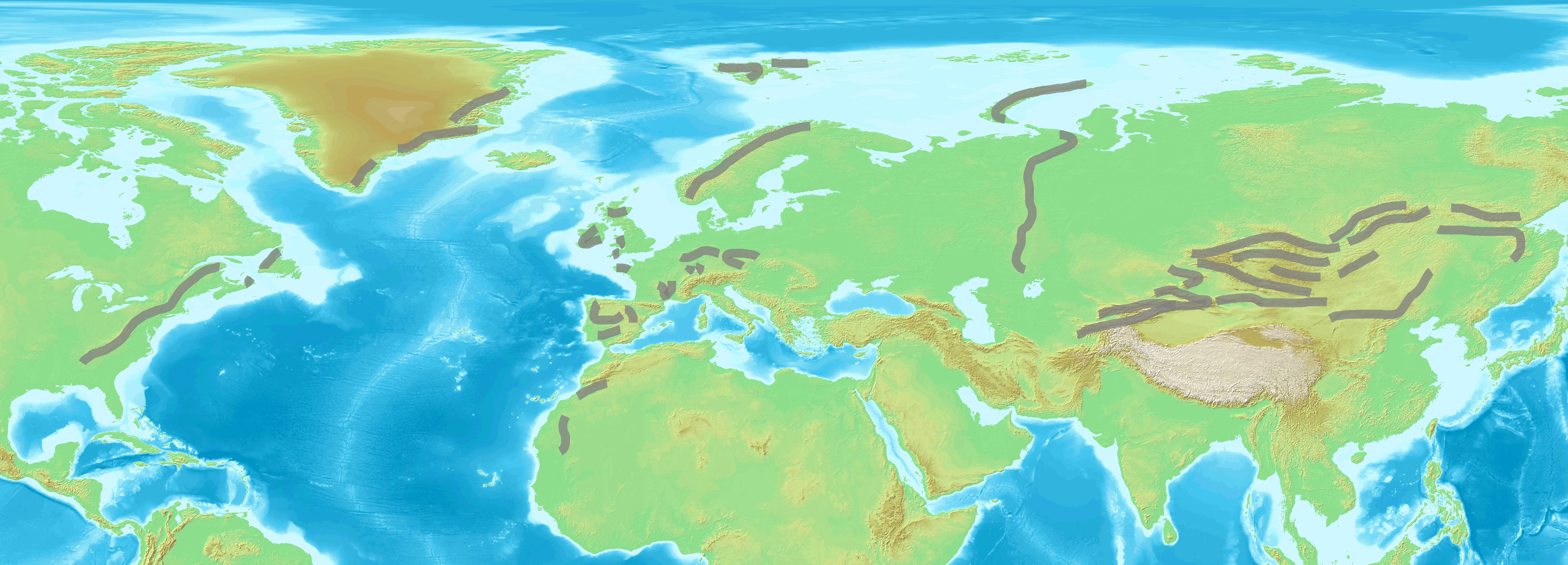
Mapa del món de les serralades lligades a l'orogènesi caledoniana i varisca (hercinianes)

Els trets geològics de la península Ibèrica resulten de la superposició de tres grans cicles orogènics: el cicle Cadomià, que es desenvolupà des de fa 750 Ma fins fa 480 Ma, el cicle Hercinià (o Varisc), que s’inicià fa 480 Ma i finalitzà fa 250 Ma i finalment el cicle Alpí, el qual començà fa 250 Ma i continua a l’actualitat. Aquests cicles són lligats a la formació i la posterior fragmentació de dos grans supercontinents: Gondwana i Pangea. Per a formar-los va caldre que convergissin, col·lidissin i se soldessin fragments continentals inicialment separats, formant-se serralades amb importants relleus, i també la posterior fragmentació i la deriva continental. Es tracta, doncs, de processos cíclics d’evolució de la Terra

## La cadena Varisca o Herciniana

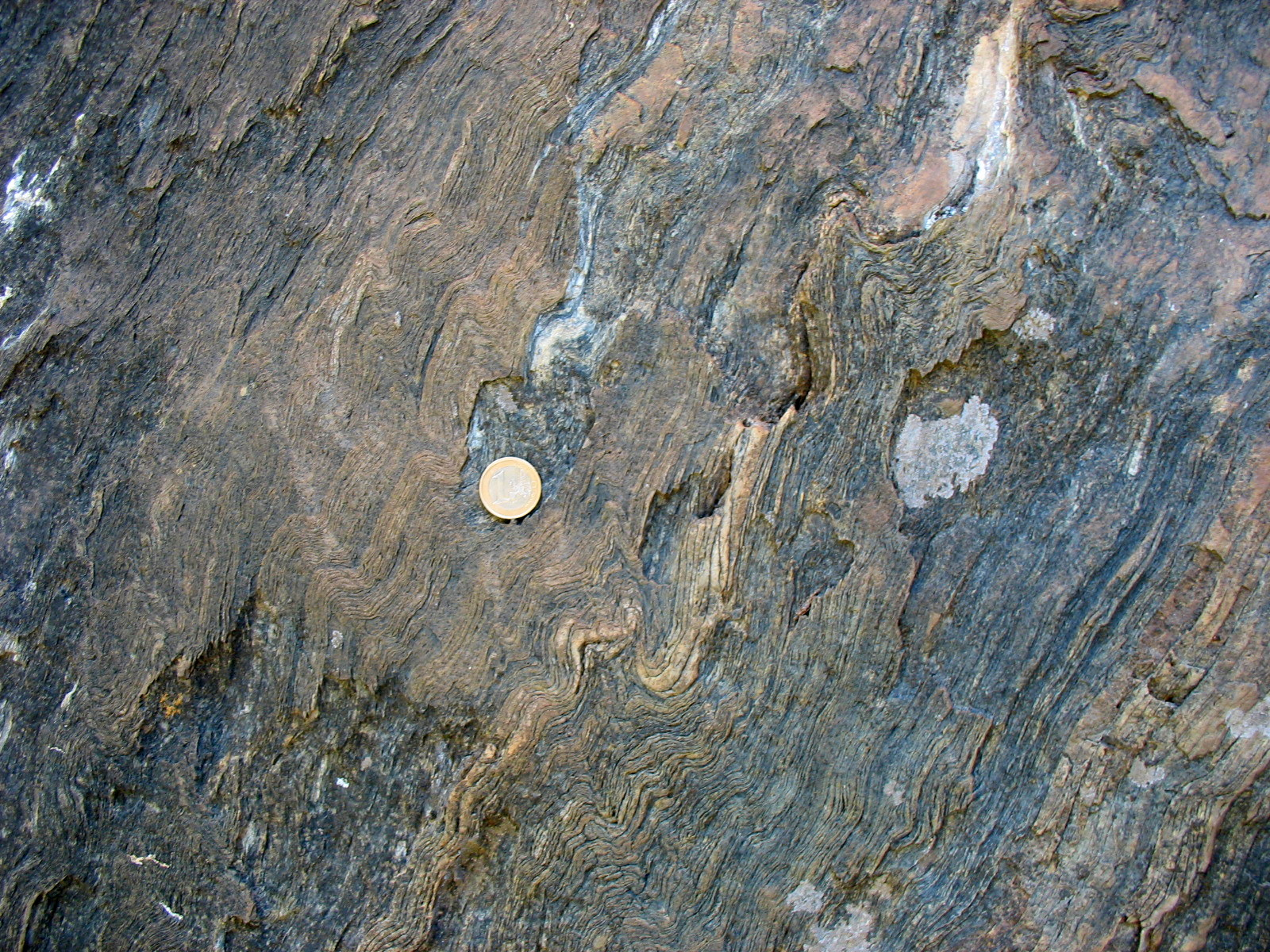
Aflorament de roques deformades durant l’orogènia varisca. Vall de Cardós, Lleida.Catalunya. (Moneda d'escala:1 EUR)

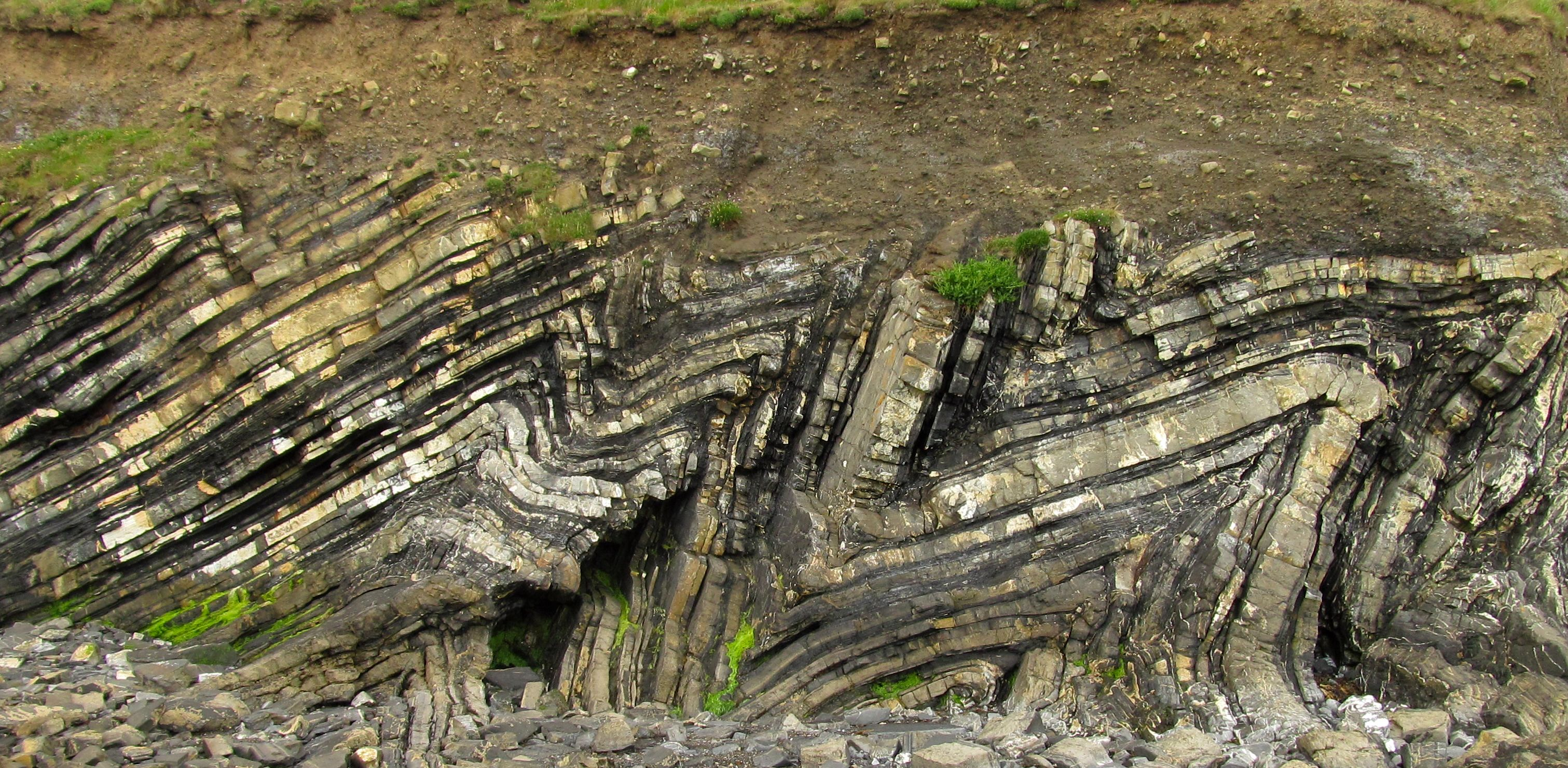
Roques sedimentàries plegades (seqüència de turbidites calcàries) del Carbonífer Inferior a Loughshinny, costa oriental d’Irlanda. L’orogènia varisca és la responsable del plegament. (Escala: l’alçada dels plecs és d’uns 6 metres)

És una serralada de plegament que s'estén per gran part d'Europa. La seva formació va tenir lloc com a conseqüència de l'orogènesi varisca.
Actualment aquesta serralada es troba erosionada, és a dir, no hi ha un relleu que es correspongui plenament amb la seva situació geogràfica, ja que només les serralades recents (Alpines, d'edat terciària: entre 60 i 30 milions d'anys) presenten un relleu distintiu. Els Alps, els Pirineus i, en menor mesura, les Serralades Costaneres Catalanes són serralades de plegament recents, d'edat terciària, que tenen associat un relleu muntanyós producte de la compensació isostàtica (aixecament relacionat amb l'engruiximent cortical que va produir el plegament).
A Europa central i occidental, els materials afectats per l'orogènia varisca afloren en una sèrie de massissos premesozoics separats per extenses conques mesozoiques i cenozoiques. A la península Ibèrica, la Cadena Varisca s'estén al llarg de diversos afloraments dels que els més occidentals, Massís Ibèric i el Massís Armoricà, defineixen una geometria arquejada i constitueixen l'anomenat Arc Ibero-Armoricà.
El Massís Ibèric a la meitat occidental de la Península Ibèrica, és un dels afloraments de major extensió de la Cadena Varisca, o Cinturó Hercinià Europeu i permet observar un tall transversal a l'estructura de més de 800 km de longitud. El Massís Ibèric, que representa el segment més occidental de la cadena, es va formar com a resposta a la col·lisió dels continents de Gondwana i Laurència […] i va ser posteriorment fragmentat en el procés de la obertura de l'Oceà Atlàntic.

## Materials al Pirineu oriental
Els materials hercinians estudiats al massís de la Tosa d'Alp, al marge sud de la zona axial del Pirineu oriental, estan estructurats segons un conjunt de lamines encavalcants. Les estructures principals són els encavalcaments, els quals s'han agrupat en dos sistemes: el sistema d'encavalcaments de La Molina-Alp, d'edat alpina i el sistema d'encavalcaments del massís de la Tosa d'Alp que inclou encavalcaments d'edat herciniana. L'encavalcament inferior d'aquest darrer sistema, no aflora al sector estudiat i correspondria a l'encavalcament inferior del mantell del Cadi, d'edat alpina.